# Carlos María de Castro
Carlos María de Castro (Estepa, Sevilha, 24 de Setembro de 1810 - Madrid, 2 de Novembro de 1893) foi um arquitecto, engenheiro e urbanista espanhol.